# 폴리스테이션

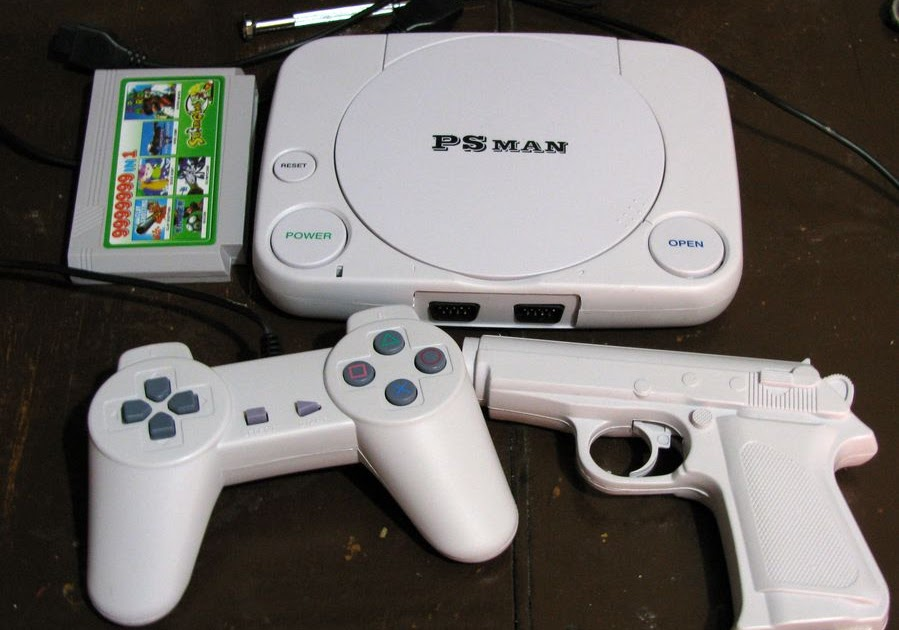

폴리스테이션(PolyStation)은 플레이스테이션과 매우 닮은 중국산 패밀리 컴퓨터 호환 게임기이다.
이른바 불법 복제품으로 중국을 시작으로 동아시아 지역 및 세계 각지에서 볼 수 있다. 폴리스테이션 뿐만 아니라 외관만 최신 기종인 패밀리 컴퓨터 호환 게임기가 다수 존재한다.